# Musculus nasalis
Der Musculus nasalis („Nasenmuskel“) ist ein zarter Hautmuskel im Bereich der Nase und gehört zur mimischen Muskulatur. Er komprimiert den Nasenknorpel und damit den Nasenrücken, erweitert die Nasenöffnung etwas zur Seite hin und zieht die Nasenspitze etwas nach unten.
Der Muskel kann in zwei Anteile untergliedert werden:
- Der transversale Teil entspringt am Oberkiefer, oberhalb und seitlich der Fossa incisiva. Seine Muskelfasern ziehen aufwärts und nach innen und strahlen in die Aponeurose des Musculus procerus und damit in die Nasenhaut ein, wo sie sich mit den Fasern der anderen Seite treffen.
- Der Flügelteil verkehrt zwischen Flügelknorpel und Haut der Nase.